# (19) Fortuna
(19) Fortuna ist ein Asteroid des inneren Hauptgürtels, der am 22. August 1852 vom englischen Astronomen John Russell Hind am George Bishop’s Observatory in London entdeckt wurde.
Der Asteroid wurde benannt nach Fortuna, einer mächtigen Gottheit der römischen Mythologie, der Glücksgöttin, die Reichtum und Armut, Freude und Unglück verteilte. Die Benennung erfolgte durch den Entdecker „at the deputation of Mr. Bishop (in Abordnung durch Mr. Bishop)“. Der Asteroid war in George Bishops privater Sternwarte entdeckt worden. Das früher für den Asteroiden verwendete Symbol  war ein Glücksrad und ein Stern.

## Wissenschaftliche Auswertung
Mit Daten radiometrischer Beobachtungen im Infraroten am Mauna-Kea-Observatorium auf Hawaiʻi, am Kitt-Peak-Nationalobservatorium in Arizona und am Cerro Tololo Inter-American Observatory in Chile im Zeitraum von März 1973 bis März 1976 wurden für (19) Fortuna erstmals Werte für den Durchmesser und die Albedo von 201 bis 241 km bzw. 0,03 bis 0,04 bestimmt. Radarastronomische Untersuchungen am Arecibo-Observatorium vom 29. September bis 5. Oktober 1982 sowie am 23. und 24. November 1986 bei 2,38 GHz ergaben für den Asteroiden einen effektiven Durchmesser von 223 ± 41 km. Am 18. Juni 2008 geschah eine Bedeckung des Sterns TYC 6276-01878-1 (SAO 186418) durch (19) Fortuna für knapp 20 Sekunden, die an zahlreichen Orten von Mexiko bis Florida beobachtet wurde. Aus den zeitlichen Verlaufsdaten konnte eine unregelmäßig-elliptische Kontur des Asteroiden konstruiert werden mit Abmessungen von etwa 230 × 194 km.
Mit hochaufgelösten Aufnahmen mit dem Adaptive Optics (AO)-System am Teleskop II des Keck-Observatoriums auf Hawaiʻi im Infraroten vom 16. August 2009 konnte ein äquivalenter Durchmesser von 187 ± 13 km abgeleitet werden. Eine Auswertung von Beobachtungen durch das Projekt NEOWISE im nahen Infrarot führte 2011 zu vorläufigen Werten für den Durchmesser und die Albedo im sichtbaren Bereich von 223,0 km bzw. 0,05. Ein Vergleich von Daten, die von 1978 bis 2011 an der Sternwarte Ondřejov in Tschechien und am Table Mountain Observatory in Kalifornien gesammelt wurden, mit den Daten von NEOWISE führte 2012 zu Werten für den Durchmesser und die Albedo von 223,2 km bzw. 0,05. Nachdem die Werte nach neuen Messungen mit NEOWISE 2012 auf 209,8 km bzw. 0,06 korrigiert worden waren, wurden sie 2014 auf 196,4 km bzw. 0,06 geändert. Nach der Reaktivierung von NEOWISE im Jahr 2013 und Registrierung neuer Daten wurden die Werte 2016 mit 177,0 oder 182,7 km bzw. 0,06 angegeben, diese Angaben beinhalten aber hohe Unsicherheiten. Mit einer Auswertung von sechs Sternbedeckungen durch den Asteroiden konnte in einer Untersuchung von 2020 ein mittlerer Durchmesser von 206,3 ± 3,6 km bestimmt werden.
Am 13. Dezember 2020 wurde (19) Fortuna spektrophotometrisch am Observatorium des Sternberg-Instituts für Astronomie auf dem Pik Terskol in Russland untersucht, als sie sich in der Nähe ihres Perihels befand. Die gemessenen Reflexionsspektren bestätigten die taxonomische Zuordnung. Es wurden Anzeichen für Eissublimation und die Bildung einer staubigen Exosphäre gefunden.
Photometrische Beobachtungen von (19) Fortuna fanden erstmals statt in China während zwei aufeinanderfolgenden Nächten im Jahr 1963. Aus den Messungen wurde auf eine Rotationsperiode von 7,43 h geschlossen. Bei neuen Beobachtungen am 22. und 23. März 1965 an der Southern Station der Sternwarte Leiden in Südafrika wurde aus den aufgezeichneten Lichtkurven eine Rotationsperiode von 7,50 h abgeleitet. Weitere Messungen erfolgten im Zeitraum August bis November 1978 in der Sowjetunion. Aus den Lichtkurven wurde photometrisch auf eine farblich einheitliche Oberfläche von (19) Fortuna geschlossen.
Am Table Mountain Observatory in Kalifornien wurden zwei Beobachtungskampagnen durchgeführt: Bei Messungen vom 2. Juni bis 20. Juli 1981 konnten aus der während fünf Nächten aufgezeichneten Lichtkurve für die Rotationsperiode ein Wert von 7,445 h abgeleitet werden, während die in fünf Nächten gewonnenen Daten der Beobachtungen vom 15. September bis 12. November 1982 zu einer Rotationsperiode von 7,4449 h führten.
Eine Forschergruppe an der University of Arizona und am Planetary Science Institute in Tucson führte in den 1980er Jahren ein Programm zur „Photometrischen Geodäsie“ einer Anzahl von schnell rotierenden Asteroiden des Hauptgürtels durch, darunter auch (19) Fortuna. Bei Beobachtungen am Kitt-Peak-Nationalobservatorium bei drei Gelegenheiten zwischen Juni 1982 und Mai 1984 konnten zahlreiche Lichtkurven erfasst werden. Die Auswertung in einer Untersuchung von 1988 errechnete daraus eine eindeutige Position für die Rotationsachse mit prograder Rotation und einer Periode von 7,4432 h sowie die Achsenverhältnisse eines dreiachsig-ellipsoidischen Gestaltmodells. Neue Beobachtungen vom 26. bis 29. April 1988 lieferten eine zusätzliche Lichtkurve, so dass in einer finalen Auswertung von 1991 erneut die Lage einer Rotationsachse mit prograder Rotation bestimmt und die Werte für die Achsenverhältnisse noch verbessert werden konnten. Für die Rotationsperiode wurde wieder ein Wert von 7,4432 h abgeleitet.
In den 1980er und 1990er Jahren gab es darüber hinaus weitere Untersuchungen, die aus den archivierten Lichtkurven ab 1963 Berechnungen mit unterschiedlichen Methoden zur Bestimmung meist von zwei alternativen Lösungen für die Position der Rotationsachse, des Drehsinns (immer prograd), der Rotationsperiode und der Achsenverhältnisse von dreiachsig-ellipsoidischen Gestaltmodellen durchführten. Dabei gab es immer wieder auch neue photometrische Beobachtungen, die weitere Lichtkurven lieferten, wie 1985 und 1986 mit dem Carlsberg-Meridiankreis am Roque-de-los-Muchachos-Observatorium auf La Palma (abgeleitete Perioden 7,443 bzw. 7,446 h), am 24. und 25. November 1986 am Osservatorio Astronomico di Torino in Italien, vom 6. bis 8. September 1993 am Mt John University Observatory in Neuseeland sowie vom 15. bis 19. September 1993 am Osservatorio Astrofisico di Catania in Italien (abgeleitete Periode 7,443 h), am 19. und 21. Juli 1993 am La-Silla-Observatorium in Chile (abgeleitete Periode 7,4410 h), vom 25. Juli bis 10. September 1997 am Observatorio de Sierra Nevada in Spanien (abgeleitete Periode 7,4432 h) sowie vom 26. bis 29. Dezember 1998 am Nationalen Astronomischen Observatorium Roschen in Bulgarien.
Mit den von 1963 bis 1998 archivierten Daten aus dem Uppsala Asteroid Photometric Catalogue (UAPC) wurde dann in einer Untersuchung von 2003 erstmals ein dreidimensionales Gestaltmodell des Asteroiden für zwei alternative Positionen der Rotationsachse mit prograder Rotation und eine Periode von 7,44322 h bestimmt. Das Modell erschien ziemlich glatt und regelmäßig. Nach Beobachtungen mit der Adaptiven Optik des nördlichen Gemini-Observatoriums auf Hawaiʻi am 24. November 2009 wurden zwei alternative Rotationsachsen bestimmt und die Abmessungen in drei Achsen mit 241 × 196 × 195 km angegeben.

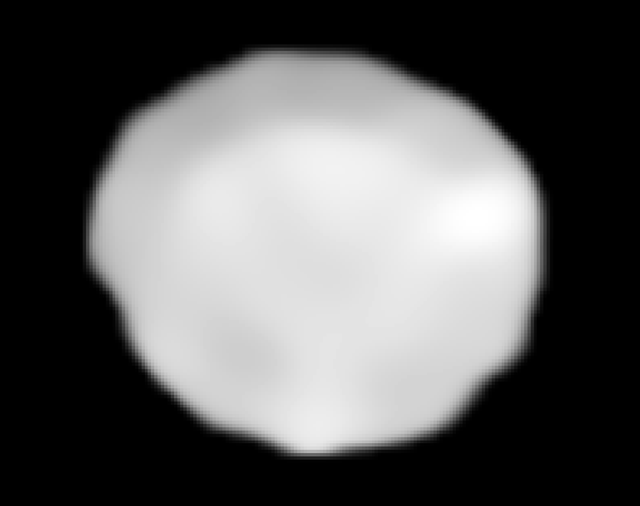
Aufnahme von (19) Fortuna durch das Very Large Telescope (VLT) am 6. Februar 2018

Die Auswertung von 48 vorliegenden Lichtkurven führte in einer Untersuchung von 2016 erneut zur Erstellung eines dreidimensionalen Gestaltmodells mit einer eindeutigen Rotationsachse mit prograder Rotation und einer Periode von 7,44322 h. Mit dem neuen Algorithmus All-Data Asteroid Modeling (ADAM) wurde 2017 wieder ein Gestaltmodell erstellt, das alle verfügbaren photometrischen Daten in Verbindung mit hochaufgelösten Infrarot-Aufnahmen des Keck-II-Teleskops auf Hawaiʻi aus den Jahren 2001 bis 2009 (siehe oben) sowie Beobachtungen von zwei Sternbedeckungen vom 13. April 2007 und vom 18. Juni 2008 (siehe oben) gut reproduziert. Für die Rotationsachse wurde eine eindeutige und verbesserte Position bestimmt und die Rotationsperiode zu 7,44322 h berechnet. Für die Größe wurde ein volumenäquivalenter Durchmesser von 211 ± 4 km abgeleitet.
Zwischen 2012 und 2018 wurden mit der All-Sky Automated Survey for Supernovae (ASAS-SN) auch photometrische Daten von 20.000 Asteroiden aufgezeichnet. Auf mehr als 5000 davon konnte erfolgreich die Methode der konvexen Inversion angewendet werden, darunter auch (19) Fortuna, für die in einer Untersuchung von 2021 ein verbessertes dreidimensionales Gestaltmodell für zwei alternative Rotationsachsen mit prograder Rotation und einer Periode von 7,4432 h berechnet wurde.
Abschätzungen von Masse und Dichte für den Asteroiden (19) Fortuna aufgrund von gravitativen Beeinflussungen auf Testkörper hatten in einer Untersuchung von 2012 eine Masse von etwa 8,60·1018 kg ergeben, was mit einem angenommenen Durchmesser von etwa 207 km zu einer Dichte von 1,85 g/cm³ führte bei einer Porosität von 17 %. Diese Werte besitzen eine Unsicherheit im Bereich von ±19 %. Eine weitere Untersuchung von 2017 bestimmte die Masse von (19) Fortuna zu etwa 11,0·1018 kg mit einer Unsicherheit von ±6 %. Ein umfangreiches Programm der Europäischen Südsternwarte (ESO) zielte darauf ab, die 3D-Form und damit die Dichte von großen Hauptgürtel-Asteroiden zu ermitteln, um ihre Entstehung und Entwicklung besser zu belegen. Es wurden dazu mit dem adaptiven Optikinstrument SPHERE des Very Large Telescope (VLT) am Paranal-Observatorium in Chile hochauflösende Bilder von 42 großen (D > 100 km) Hauptgürtel-Asteroiden aufgenommen, darunter auch (19) Fortuna. Neben hochaufgelösten Bildern des Asteroiden konnten in der finalen Auswertung 2022 unter anderem folgende Daten erfasst werden:
- Mittlerer Durchmesser 211 ± 2 km
- Abmessungen in drei Achsen (242 × 203 × 192) km
- Masse 8,8·1018 kg
- Dichte 1,80 g/cm³
- Albedo 0,06
- Rotationsperiode 7,44322 h
- Position der Rotationsachse mit prograder Rotation

Neue Auswertungen von Gaia DR3-Daten einer Begegnung von (19) Fortuna mit zwei kleinen Asteroiden im Februar 2017 bzw. August 2019 ergaben in einer Untersuchung von 2023 Werte für die Masse und die Dichte von 8,11·1018 kg bzw. 1,65 g/cm³.